# Prisión de Evin
Prisión de Evin (en persa: زندان اوین, Zendān‑e Evin) es un penal ubicado en el barrio de Evin, en Teherán, Irán. Desde la Revolución Islámica de 1979, se consolidó como el principal centro de detención de presos políticos, periodistas, académicos y defensores de derechos humanos. Los reclusos han denunciado condiciones extremas, incluyendo acceso restringido a asesoría legal, torturas y sanciones colectivas, lo cual ha motivado condenas de diversas organizaciones internacionales de derechos humanos.
Durante las manifestaciones iniciadas tras la muerte de Mahsa Amini en 2022, se registraron episodios excepcionales de resistencia dentro del penal. En diciembre de 2022, algunas reclusas entonaron una versión en persa del canto de protesta italiano "Bella Ciao" como acto simbólico de solidaridad y lucha colectiva, reforzando la imagen de Evin como emblema de la confrontación entre la sociedad civil iraní y el régimen.
En abril de 2025, la Unión Europea impuso sanciones a funcionarios vinculados a la prisión de Evin, entre ellos Hedayatollah Farzadi, director del penal, sospechosos de graves violaciones a los derechos humanos, como aislamiento arbitrario y restricciones severas de comunicación y visitas.

## Historia

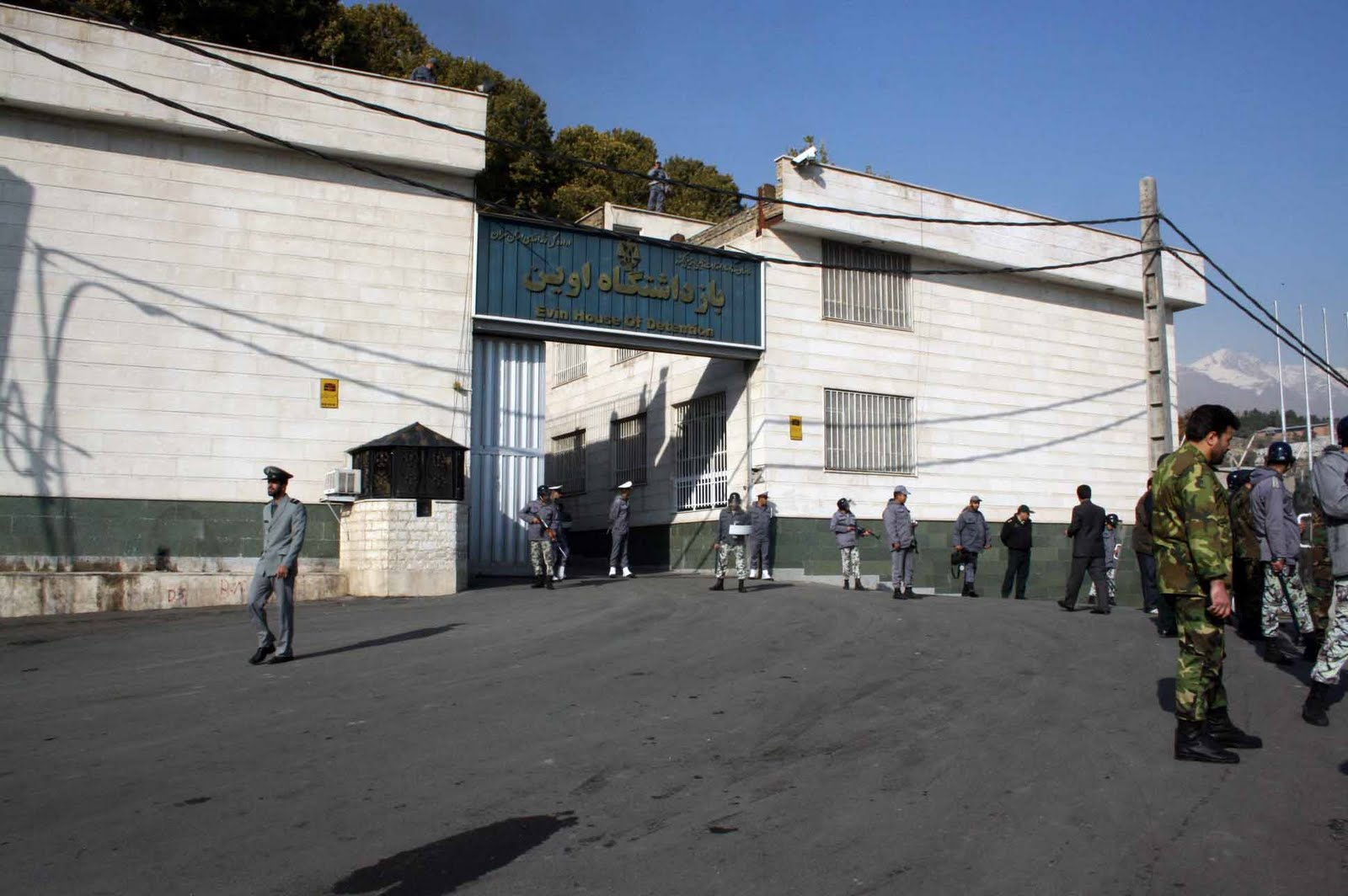
Casa de detención de Evin

La prisión de Evin fue construida en 1972 bajo el reinado de Mohammad Reza Pahleví, último sah de Irán. Está ubicado al pie de las montañas Elburz en la antigua casa de Seyyed Ziaoddín Tabatabaí, quien brevemente se desempeñó como primer ministro en la década de 1920. Los terrenos de la prisión incluían un patio de ejecución, un tribunal y bloques separados para delincuentes comunes y reclusas femeninas. Originalmente fue operado por el servicio de inteligencia y seguridad del sah, SAVAK. Rápidamente suplantó a la prisión de Qasr como la "Bastilla" del país. Inicialmente fue diseñada para albergar a 320 reclusos, 20 en celdas de aislamiento y 300 en dos grandes bloques comunales, y se amplió para albergar a más de 1.500 prisioneros, incluidos 100 celdas en solitario para presos políticos: en 1977.
Bajo la República Islámica, la población carcelaria se expandió de nuevo a 15,000 reclusos. Según el erudito Ervand Abrahamian: "En teoría, Evin era un centro de detención para los que esperaban juicio", después de lo cual los presos serían transferidos a otra prisión, Qezel Hesar o la prisión Gohardasht. "En realidad, Evin sirvió como una prisión regular en la que muchos esperaron años antes de ser llevados a juicio". Prisioneros prominentes a menudo cumplían sus condenas completas en Evin. Varias ejecuciones tuvieron lugar en Evin. Después de la Revolución Islámica, Mohammad Kachouyi fue hecho guardián de Evin. Después de su asesinato en junio de 1981, Asadollah Lajevardi, el fiscal jefe de Teherán, sirvió como director hasta 1985. La prisión se encuentra en una zona residencial y comercial conocida como Evin, al lado del distrito de Saadat Abad. Hay una gran área de parque con una famosa casa de té de lujo y un restaurante ubicado justo al lado. La fotografía frente a la prisión y sus alrededores es ilegal.
Los presos de la prisión de Evin y Ghezel Hesar eventualmente serán trasladados a la Prisión Central de Teherán, también conocida como Fashafaviye o Fashafoyeh, que está en construcción desde agosto de 2015.

### Incendio del 2022
El 15 de octubre de 2022, en medio de las protestas de Mahsa Amini, se inició un grave incendio en esta prisión y se escuchó el sonido de los disparos de las fuerzas de seguridad desde el interior de la prisión durante numerosos enfrentamientos con los presos. El Centro para los Derechos Humanos en Irán confirmó que recibió informes de que hubo un "tiroteo" en la prisión de Evin el sábado por la noche que continuaba a las 22:00 hora local. Los videos compartidos en las redes sociales el sábado mostraron humo saliendo de la prisión. En los videos también se podían escuchar disparos repetidos y cánticos antigubernamentales. Los medios de comunicación afiliados al Cuerpo de la Guardia Revolucionaria Islámica y al gobierno de la República Islámica informaron sobre el conflicto y el incendio en esta prisión. Según el Centro de Prensa del Poder Judicial, durante una pelea entre varios reclusos en el Pabellón 6 y el Pabellón 7, ambos prisiones especiales para condenas financieras y robo, el taller de costura de la prisión se incendió. Las familias de los presos en Evin y varios otros se reunieron cerca de la prisión. Las fuerzas gubernamentales les arrojaron gases lacrimógenos en respuesta. Las fuerzas de seguridad también bloquearon la autopista Yadegar-e-Emam para evitar que la gente se acercara.

### Ataque israelí de 2025
El 23 de junio de 2025, durante la guerra entre Irán e Israel, Israel lanzó ataques aéreos contra partes de la prisión. El ejército israelí afirmó que el ataque tenía como objetivo la puerta de entrada. Tras el ataque, informes indicaron que grupos de familiares de presos políticos y residentes locales intentaron llegar a la prisión. Este ataque se produjo junto con ataques israelíes contra otras instalaciones vinculadas al aparato de seguridad interna de Irán, como el Cuartel General de Basij, el Cuerpo de Seyyed al-Shohada, el Cuartel General de Sarallah, el Cuerpo de Alborz, el Comando de Protección de Inteligencia de la Fuerza de Policía y el Cuartel General de Inteligencia de la Fuerza de Policía.
El ataque israelí mató al menos a 80 civiles en dicho ataque, incluidos guardas, presos, familiares de visita, personal de la cárcel, numerosos vecinos del lugar y un niño de cinco años. Semanas después, Amnistía Internacional calificó el ataque de una seria violación del derecho internacional y pidió una investigación por crímenes de guerra.

## Reacciones
En agosto de 2009, el antiguo presidente Mahmud Ahmadineyad dijo en una transmisión en vivo en la radio estatal sobre violación y tortura en las cárceles iraníes, "En algunos centros de detención se han tomado medidas inapropiadas de las que el enemigo es una vez más responsable".
Tras las elecciones, el derrotado candidato a presidente iraní Mehdí Karrubí dijo que varios manifestantes detenidos tras las rejas han sido salvajemente violados, según una carta confidencial al clérigo Akbar Hashemi Rafsanjani. Karrubí dijo que esto era un "fragmento" de la evidencia que tenía y que si las negativas no se detenían, liberaría aún más.
La violación ha sido utilizada por interrogadores en Irán durante décadas. Durante la década de 1980, la violación de prisioneras políticas fue tan frecuente que indujo a Hosein Alí Montazerí, el entonces segundo adjunto del líder supremo ayatolá Jomeini, a escribir lo siguiente a Jomeini en una carta del 7 de octubre de 1986: "¿Sabías que las mujeres jóvenes son violadas en algunas de las cárceles de la República Islámica?" Dos miembros prominentes de la comunidad de derechos humanos de Irán, la abogada feminista y periodista Shadi Sadr y el bloguero y activista Mojtaba Saminejad publicaron ensayos en línea desde Irán diciendo que la violación en prisión tiene larga historia en la República Islámica.

## Prisioneros notables
- Yasaman Aryani: Activista de derechos humanos. Arrestada por negarse a usar el velo en público.
- Mitra Farahani: Directora de cine y pintora. Arrestada tras ser acusada de participar en una campaña contra el régimen.[24][25]
- Zeinab Jalalian: Activista acusada de infringir la ley islámica y ser militante movimiento kurdo PJAK.
- Sosha Makani: Futbolista iraní. Arrestado por publicar en redes sociales fotos en las que aparecía con dos mujeres sin velo.
- Narges Mohammadi: Activista de derechos humanos. Arrestada por criticar al gobierno.
- Mana Neyestani: Caricaturista y autor de cómics. Arrestado luego de que la mal interpretación de una de sus caricaturas levantara protestas.[26]
- Isa Saharkhiz: Periodista acusado de insultar al líder supremo y promover propaganda contra el gobierno.